# Automatyzacja UX
Automatyzacja UX (ang. UX automation) – proces rozpoznawania wzorców zachowań i doświadczeń użytkowników, wyciągania wniosków i wprowadzania na ich podstawie ulepszeń w obszarze User Experience dzięki zastosowaniu specjalnego oprogramowania oraz narzędzi służących do usprawnienia procesów analitycznych.

## Opis
Automatyzacja działań UX ma na celu usprawnienie procesu rozpoznawania miejsc problematycznych (ang. bottle necks) na stronie, miejsc powodujących frustrację lub determinujących pozytywne doświadczenia użytkownika ze stroną. W ramach UX Automation ma miejsce wykrywanie i definiowanie wzorców zachowań użytkowników w wyniku czego, możliwe jest wskazanie ich wpływu na konkretne cele biznesowe oraz przekładnie na liczby danych jakościowych zbieranych podczas ich analizy. Działania te z założenia zwiększają efektywność projektowania doświadczeń użytkownika (User Experience) oraz znacząco wspierają proces podnoszenia współczynników konwersji, jednocześnie eliminując czasochłonne zadania związane z samodzielną analizą i selekcją danych.
U podstaw UX automation leży założenie, iż możliwie jak najlepsze dopasowanie produktu oraz jego komunikacji do dokładnie sprecyzowanej grupy docelowej przynosi lepsze efekty niż stosowanie standardowych i ogólnie przyjętych praktyk wykorzystywanych w obszarze User Experience. Automatyzacja UX skupia się na przełożeniu wniosków wynikających z doświadczenia badaczy w badaniach Customer Experience na świat cyfrowy. Pozwala m.in. zstąpić stosowanie moderowanych lejków konwersji realnymi i swobodnymi ścieżkami klientów (ang. User journey).
Narzędzia wykorzystywane do automatyzacji UX są połączeniem analizy ilościowej i jakościowej danych gromadzonych na stronach internetowych, w portalach społecznościowych, e-commerce czy oprogramowaniu. Dzięki wykorzystaniu mechanizmów machine learning są w stanie nie tylko inteligentnie wskazywać ścieżki dla wybranych produktów, ale również przewidywać, jakie zachowania klientów wpłyną na wzrost konwersji, a które ten proces zahamują.
Automatyzacja UX to nowa kategoria analityczna, która powstała w 2020 roku.

### UX Automation a pandemia SARS-Cov-2
Pandemia wywołana koronawirusem SARS-Cov-2 znacząco przyspieszyła ogólnoświatowy proces przechodzenia biznesów z funkcjonowania offline na działania w świecie online i wzmogła potrzebę wprowadzania automatyzacji w obszarze User Experience. Zwiększone tempo digitalizacji i rosnąca konkurencja w obszarze produktów cyfrowych zaowocowały zwiększeniem poziomu świadomości rynkowej zarówno wśród przedsiębiorców, jak i organizacji.
Ze względu na rekordowo rosnącą konkurencję na rynku produktów cyfrowych, działania z zakresu automatyzacji UX takie jak przeprowadzanie analiz jakościowych i ilościowych, przewidywanie zachowań użytkowników, odnajdywanie punktów frustracji czy dostarczanie gotowych insightów i wskazówek optymalizacji pod kątem celów biznesowych bez konieczności angażowania użytkowników stały się niezbędnym elementem budowania obecności rynkowej.

## Podstawowe funkcje automatyzacji UX
- analiza predyktywna – rozpoznawanie i wykrywanie możliwych punktów frustracji użytkowników oraz miejsc powodujących spadek konwersji,
- segmentacja użytkowników pod kątem ich wzorców zachowań,
- rozpoznawanie i definiowanie wzorców zachowań świadczących o występowaniu konkretnych emocji u użytkowników (Experience Metrics) – zarówno punktów frustracji, na które składają się rage clicki, rage key pressy, odświeżenia strony, chaotyczne poruszanie się po stronie czy przybliżanie i powiększanie treści, jak i doświadczeń pozytywnych: poruszanie się po dokładnie zaprojektowanej ścieżce, konwertowanie itp.[12],
- przekładanie doświadczeń użytkowników na liczby (wnioskowanie z analiz jakościowych),
- dostarczanie gotowych insightów i wskazówek optymalizacji w oparciu o cele biznesowe,
- zwężanie obszarów poszukiwania i wskazywania tzw. quick wins[13] – szybkich i nieskomplikowanych implementacji, które mają potencjał zwiększania konwersji,
- selekcja danych pod kątem ustalonych celów biznesowych oraz ograniczenie czasu przeprowadzania analiz.